# Wirtschafts- und Geschäftsprozesse
Wirtschafts- und Geschäftsprozesse (Abgekürzt WGP) ist ein Schulfach, das in kaufmännischen Berufen (z. B. Industriekaufmann/frau) und in Berufen mit kaufmännischem Anteil unterrichtet wird (z. B. Fachinformatiker, Informatikkaufmann usw.).
Auch wird es teilweise in rein schulischen Ausbildungen oder im Berufsvorbereitungsjahr/Berufsgrundjahr unterrichtet.